# WebQuest
WebQuest – rodzaj metody projektów zorientowanej na uczniowskie badania w oparciu o instrukcję umieszczoną na stronie internetowej. Wyjściowym źródłem informacji w badaniach uczestników projektu jest Internet. Źródła online mogą być uzupełnione materiałami podręcznymi. Forma WebQuestu przypomina tradycyjny projekt z elementami kursu e‑learningowego. Najbardziej odpowiada on zatem pojęciu blended learning. 
Metoda ta została opracowana w połowie lat 90. ubiegłego stulecia przez Toma Marcha oraz Berniego Dodge’a z Uniwersytetu w San Diego. Jest ona oparta na teorii konstruktywizmu postulującego większe zaangażowanie uczącego się w proces zdobywania wiedzy. Celem WebQuestu jest rozwinięcie u uczniów umiejętności problemowego, krytycznego i twórczego myślenia oraz współpracy w zespole. Projekt w oparciu o pracę z komputerem determinuje aktywne działanie, pozwalając porzucić postawę biernego odbiorcy. 
WebQuest wykorzystuje zainteresowanie uczniów komputerem i Internetem, pozwala skierować je w odpowiednim kierunku i wykorzystać w procesie nauczania. Uczy przemyślanego i konstruktywnego korzystania z zasobów Internetu. Pokazuje, że wirtualna sieć może być narzędziem pracy, a nie wyłącznie rozrywki. Odpowiednio dobrany przez nauczyciela materiał źródłowy ma pozwolić uczniom bardziej skupić się na krytycznej analizie i użyciu informacji niż na ich szukaniu w przepastnym Internecie.
WebQuest często realizowany jest jako ćwiczenie grupowe, w którym każda grupa realizuje inną część projektu, wykonując inne zadania. Podział na grupy ma funkcję motywującą, gdyż wiąże się zazwyczaj z wcieleniem w jakąś rolę. Pobudza to zainteresowanie uczniów danym zagadnieniem. WebQuest może być projektem przeznaczonym dla jednej dyscypliny, ale może mieć też charakter interdyscyplinarny. Może być krótkoterminowy (1–2 godziny lekcyjne) lub długoterminowy (kilka tygodni). Produktem finalnym może być plakat, praca pisemna, prezentacja multimedialna, wystąpienie publiczne itp.
Typowa struktura WebQuestu zawiera następujące części (podstrony): 
1. Wprowadzenie – ogólny, motywujący opis projektu,
2. Zadanie – polecenia dla poszczególnych grup, opis produktu, który należy stworzyć
3. Proces – opis kroków, jakie należy wykonać, aby rozwiązać zadania,
4. Źródła (zasoby) – lista linków do zasobów dostępnych w sieci, potrzebnych do rozwiązania poszczególnych zadań,
5. Ewaluacja (kryteria ocen) – punktacja i sposób oceny wykonania zadań,
6. Konkluzja (podsumowanie) – podsumowanie projektu, czasem zawierające prezentację gotowych materiałów będących efektem pracy uczniów.

Dodatkowo często zamieszczana jest podstrona zawierająca informacje o WebQueście, wskazówki dla innych nauczycieli, którzy w przyszłości chcieliby skorzystać z tak opracowanego projektu.  